# 白磁 (漫画)
『白磁』（はくじ）は、モリエサトシによる日本の漫画作品。
白泉社の『花とゆめ』2008年20号の付録「フェティッシュStories」に読み切りが掲載された後、『ザ花とゆめ』にて不定期に連載された。単行本は全2巻。

## あらすじ
陶器のように白く滑らかな肌を持つ女子高生・生花の虜となった画家の明春は、彼女に自分の専属モデルになってもらう。彼女に触れたいと思うたびに、自分の穢れた欲望で彼女まで穢れてしまうのではないかと恐れる。

## 登場人物
一条 生花（いちじょう せいか）
女子高生。白磁のような白い肌の持ち主。明春のモデルになる。脳動脈瘤を患い失明してしまう。
父は教師、母はピアノの先生。元教師と教え子の関係で、娘と明春の交際も暖かい目で見守っている。
真部 明春（まなべ あきはる）
画家。24歳。マンションの最上階をアトリエにしている。生花の美しく白い肌に心を奪われ、仕事が手に付かなくなる。描く対象に触れなければ、描きたいもののイメージが湧かない。
高志（こうし）
明春の幼なじみで画商。

## 単行本同時収録
少女カンセン律
『花とゆめ』2008年8号掲載
人の悲しみが感染してしまう体質の美雪。人が生涯に享受できる悲しみには限度があり、限界に達すると死んでしまうという。そんな美雪を徒に感染させないよう守るために神から遣わされた青年・黒陽。黒陽は生まれてこの方悲しみを感じたことがないというが……。
戦場にて、言葉無くして
『花とゆめプラス』2005年4月25日号掲載
爆音を振りまきながら空を飛ぶ自衛隊の戦闘機を、耳を塞ぎ、辛そうな表情で見つめる同級生の女子に恋をした。彼女はすぐ近くの基地にいる隊員のことが好きだったのだ。

## 書誌情報
モリエサトシ 『白磁』 白泉社〈花とゆめコミックス〉 全2巻
1. 2009年6月19日発売、ISBN 978-4-592-18128-6、「少女カンセン律」収録
2. 2010年7月16日発売、ISBN 978-4-592-18129-3、「戦場にて、言葉無くして」収録